# 私立文化大學
私立文化大學是一所历史上曾有的私立学校，位于中国广东省广州市。

## 历史沿革
私立文化大学由国立中山大学文学院前院长吴康于1942年设立，时名中华文化学院国文专科学校，设校址于乐昌县坪石镇，提出“一日推行人文教育，即以人为本位的教育。二曰提倡学术研究。”的办学宗旨。1944年秋，再增设大学部。1945年1月，文化学院东迁梅县，并在湖南南岳设有分教处。抗日战争结束后，迁至广州办学。1946年春，在黄花岗附近兴建校舍，并更名为私立中华文化学院。1947年5月，更名为私立中华文法学院，后再更名为私立文化大学。
1949年后，吴康辞任校长，另在香港开办文化书院（后与其他迁港私立学校合并为联合书院，现为香港中文大学）。1951年2月，私立文化大学与私立廣州大學、私立廣東國民大學和私立广州法学院合併成華南聯合大學。